# Cycas collina
Cycas collina K.D.Hill et al. 2004 è una pianta appartenente alla famiglia delle Cycadaceae, endemica del Vietnam settentrionale.
L'epiteto specifico deriva dal latino collinus = collinare, che sta in collina.

## Distribuzione e habitat
L'areale di Cycas collina si concentra nelle regioni montuose della provincia di Son La, nel Vietnam settentrionale. Popolazioni isolate sono segnalate lungo il confine con la limitrofa provincia cinese dello Yunnan (regione di Xishuangbanna). Dubbia la presenza in Laos e Myanmar.

L'habitat è rappresentato dai boschi di latifoglie sempreverdi o boschetti di bambù su pendii ripidi e nei crinali di montagna, da 400 a 900 metri di altitudine. 
Il substrato varia da terreni argillosi rosso sulla pietra calcarea a terreni argillosi su meta-sedimenti.